# Marika Voß

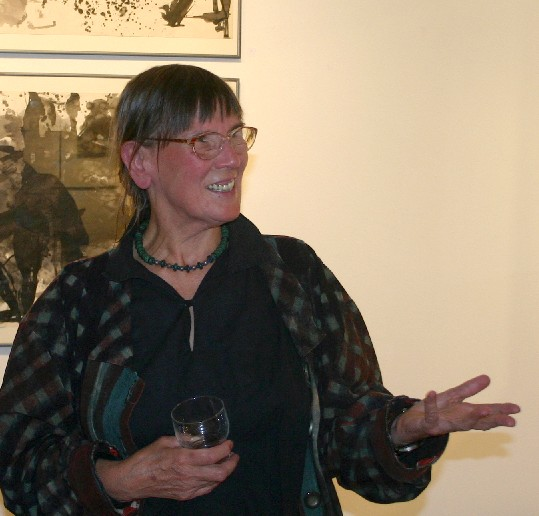
Marika Voß (2012)

Marika Voß (* 2. November 1943 in Probstau) ist eine deutsche Malerin, Grafikerin und Plastikerin.

## Leben und Werk
Marika Voß machte 1962 in Bernburg (Saale) das Abitur und studierte von 1962 bis 1965 an der Karl-Marx-Universität Leipzig Kunsterziehung. Danach arbeitete bis 1967 als Dreherin in Neubrandenburg. Von 1967 bis 1972 studierte sie bei Günther Brendel, Fritz Dähn und Arno Mohr an der Kunsthochschule Berlin-Weißensee. 1972 wurde sie Mutter von Zwillingen. Seit 1973 ist Marika Voß freiberuflich als Malerin und Grafikerin in Berlin tätig. Vorübergehend hatte sie ihr Atelier auch im Inspektorenhaus auf Schloss Liebenberg. Zu ihren Werken gehören Gemälde, Lithografien, Zeichnungen, Collagen und Plastiken. Seit 1974 hat sie eine bedeutende Anzahl von Ausstellungen im In- und Ausland. Werke von Marika Voß befinden sich u. a. im Märkischen Museum Berlin und in der Berlinischen Galerie.

## Mitgliedschaften
- bis 1990 Mitglied im Verband Bildender Künstler der DDR
- Mitglied im Berufsverband Bildender Künstler*innen Berlin e.V.

## Rezeption
„Ihr Interesse gilt der menschlichen Gestalt. Meist werden die Figuren nackt dargestellt, unbefangen im Raum oder in der Landschaft sich bewegend, ruhend, in harmonischer Einheit mit ihr. Doch es dominiert die Farbe, delikat, dunkel leuchtend, ein Fest für die Augen. Die Figuren wirken oft wie Farbflecke, fast plastisch, was den Schritt zur Skulptur nahelegt.“
„Wichtig ist für Marika Voß die Darstellung der menschlichen Figur, vorwiegend als Akt oder Porträt. Die zeichnerischen und malerischen Variationen sind einerseits durch eine kraftvolle Zeichenweise und ein energisches nervöses Temperament, andererseits durch eine malerisch plastische Sensibilität und die Malerei durch eine tonige Farbigkeit charakterisiert.“

## Werke (Auswahl)
- Stillleben mit Agave (Farblithographie, 1992; Drucker Klaus Wilfert)[3]

- Tänzerin (Diptychon aus zwei Lithographien auf farbigem Fond, 1997; Drucker Klaus Wilfert)[3]

## Ausstellungen (unvollständig)

### Teilnahme an zentralen und wichtigen regionalen Ausstellungen in der DDR
- 1975 bis 1989: Berlin, fünf Bezirkskunstausstellungen
- 1978: Frankfurt („Junge Künstler der DDR“)
- 1980: Berlin, Ausstellungszentrum am Fernsehturm („Günther Brendel und seine Schüler“)
- 1987: Berlin, Ausstellungszentrum am Fernsehturm, und Warschau („Berliner Atelier“)

### Ausstellungen seit der deutschen Wiedervereinigung
- 1992 Berlin, Galerie im Kreiskulturhaus Peter Edel (mit Ingrid Gotzsche-Schwarz und Claudia Borchers)
- 1995 Berlin, Inselgalerie (mit Margit Grüger)
- 1996 Berlin, Galerie HO (mit Marie-Claire Feltin und Rolf Biebl)
- 1998 Zehdenick, Klostergalerie (mit Sonja Eschefeld)
- 2000 Zehdenick, Klostergalerie („ΛΟΓΟΣ – LOGOS“)
- 2000 Berlin, Pfarrkirche Pankow (mit Marie-Claire Feltin)
- 2005 Ostrach-Laubbach, Atelier Laubbach („Beziehung“)
- 2005 Berlin, Galerie F92
- 2006 Potsdam, Galerie GUK
- 2012 Berlin, Galerie F 92 „Bewegte Körper und ruhende Köpfe“ (Malerei, Zeichnungen, Skulpturen)
- 2014 Dannenwalde, Kirche (Malerei, Plastik, Grafik, Frottage)
- 2017 Bad Saarow, Galerie im Bad Saarower Bahnhof (Skulpturen; mit Robert Kilian, Malerei)
- 2020, Berlin, Galerie Grünstraße („Auf Reisen“, Malerei, Grafik und Zeichnungen)